# Carl Heinrich Schnauffer

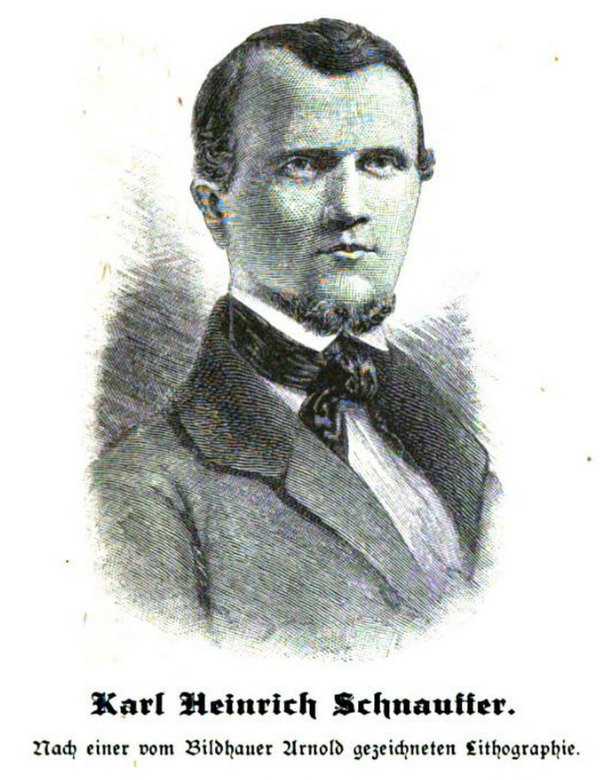
Carl Heinrich Schnauffer, Stahlstich, postum 1892 von Ernst Heinemann

Carl Heinrich Schnauffer, auch Karl Heinrich Schnauffer, (* 4. Juli 1823 in Heimsheim; † 4. September 1854 in Baltimore) war ein deutscher Dichter des Vormärz, Publizist und liberaler Revolutionär.

## Leben
Schnauffer wuchs im Städtchen Heimsheim im Königreich Württemberg auf. 1842 arbeitete er in einer Handelsfirma in Mannheim und konnte mit Unterstützung wohlhabender Gönner trotz mangelnder Schulbildung zeitweise in Heidelberg Philosophie studieren. In Mannheim knüpfte er Kontakte zum liberalen Kreis um Friedrich Hecker und Gustav von Struve, die zu den einflussreichsten Persönlichkeiten der Vormärz-Bewegung und später auch der Deutschen 48er-Revolution zählten. Schnauffer schrieb unter dem Eindruck dieser Bewegung erste liberal-patriotische Gedichte. Außerdem war er als politischer Publizist bei liberalen und revolutionären Zeitungen tätig; so bei der Mannheimer Abendzeitung und später beim Volksfreund.
Schnauffer beteiligte sich 1848 als Anführer von Freikorps an der Badischen Revolution, musste jedoch in die freiheitliche Schweiz nach Rheinfelden AG fliehen. 1849 beteiligte er sich erneut an Volksaufständen im Großherzogtum Baden und wurde verhaftet. Nach seiner Befreiung floh er erneut in die Schweiz und wohnte in Bern. Dort begann er mit seinem Gedichtzyklus Totenkränze auf die Märtyrer der Deutschen Revolution in Baden. Der Bundesrat des frisch gegründeten republikanischen Schweizer Bundesstaates sah sich auf außenpolitischen Druck genötigt, gegen zahlreiche deutsche Revolutionäre vorzugehen. Schnauffer wurde im Zuge dessen nach Frankreich abgeschoben.
Von dort wanderte Schnauffer 1851 über England in die USA aus, wo er sich in Baltimore niederließ. Er heiratete dort seine ebenfalls ausgewanderte Jugendliebe Elise Wilhelmina Moos (1832–1895). Ferner gründete er den Baltimore Wecker, der bald die einflussreichste deutschsprachige Zeitung des Landes wurde. In dieser Zeitung publizierte er zahlreiche Gedichte: teils neu verfasste Werke, teils Werke aus seiner Jugendzeit (wie etwa die Hymne Dem Vaterland). Seine Lyrik ist vornehmlich von einem freiheitlich-patriotischen revolutionären Kampfgeist geprägt. Dazu zählen auch seine Turnerlieder, die im Geiste der patriotisch angehauchten deutschen Turnerbewegung standen, und die unter deutschen Auswanderern in Amerika ein wichtiges Bindeglied darstellten. Neben politischer Lyrik finden sich aber auch vereinzelte Liebes- und Naturgedichte. Schnauffers einziges Drama, ein Werk über den englischen Revolutionär Oliver Cromwell, erschien 1854 in Baltimore im Druck. Es orientiert sich hinsichtlich Aufbau, Versmaß und Freiheitspathos an den historischen Dramen Friedrich Schillers.
1854 erlag Schnauffer einer Typhus-Erkrankung. Der Baltimore Wecker wurde daraufhin von seiner Witwe und seinem Bruder Wilhelm (1835–1889) weitergeführt, mit dem sie eine Zweitehe einging.

## Werke (Auswahl)

### Lyrik
- Gedichte, Mannheim 1846 (Digitalisat).
- Deutschlands Wiedergeburt. Schwarz-Rot-Gold, Berlin 1848. (Flugblatt mit Lied)
- Totenkränze, Baltimore 1851. (Gedichtzyklus)
- Verstreute Gedichte im Baltimore Wecker, 1851–1854.
- Lieder und Gedichte, Baltimore 1879. (postum publizierter Sammelband)
- Schwarz-Rot-Gold. In: Jost Hermand (Hrsg.): Der deutsche Vormärz. Texte und Dokumente. Stuttgart 1967, S. 297.

### Drama
- Auf der Alb. Drama in einem Akt. In: Rheinische Blätter, Feuilleton der Mannheimer Abendzeitung, Nr. 124–126, 26.–30. Oktober 1847.
- König Carl I. oder die Cromwell und die englische Revolution. Baltimore 1854.